# Случовськ
Случовськ (рос. Случовск) — село Погарського району Брянської області, Російська Федерація. Входить до складу Чаусовського сільського поселення.
Населення становить 225 осіб (2010).

## Історія
За даними на 1859 рік у козацькому й власницькому селі Стародубського повіту Чернігівської губернії мешкало 854 особи (418 чоловічої статі та 436 — жіночої), налічувалось 96 дворових господарств, існувала православна церква.
Станом на 1886 у колишньому державному й власницькому селі Чаусовської волості мешкало 750 осіб, налічувалось 117 дворових господарств, існувала православна церква.
За даними на 1893 рік у поселенні мешкало 946 осіб (470 чоловічої статі та 476 — жіночої), налічувалось 136 дворових господарств.
За переписом 1897 року кількість мешканців зменшилась до 835 осіб (410 чоловічої статі та 425 — жіночої), з яких 814 — православної віри.